# Характеристика Ейлера
Ейлерова характеристика або характеристика Ейлера—Пуанкаре — характеристика  топологічного простору.
Ейлерова характеристика простору {\displaystyle X} зазвичай позначається {\displaystyle \chi (X)}.

## Визначення
- Для скінченного кліткового комплексу (зокрема, для скінченного  симпліційного комплексу) ейлерова характеристика може бути визначена як знакозмінна сума
{\displaystyle \chi =k_{0}-k_{1}+k_{2}-...,}

где {\displaystyle k_{i}} означає число клітинок розмірности {\displaystyle i}.
- Ейлерова характеристика довільного  топологічного простору може бути визначена через числа Бетті {\displaystyle b_{n}} як знакозмінна сума:
{\displaystyle \chi =b_{0}-b_{1}+b_{2}-b_{3}+\,...}

Це визначення має сенс лише якщо всі числа Бетті скінченні й збігаються до нуля для достатньо великих індексів.
- Останнє визначення узагальнює попереднє і узагальнюється на інші гомології з довільними коефіцієнтами.

## Властивості
- Ейлерова характеристика є  гомотопічним інваріантом, тобто, зберігається при гомотопічній еквівалентності топологічних просторів.
  - Зокрема, ейлерова характеристика є топологічним інваріантом.

### Ейлерова характеристика поліедрів
- Ейлерова характеристика двовимірних топологічних поліедрів може бути обчислена за формулою: {\displaystyle \chi =\Gamma -{\hbox{P}}+{\hbox{B}}} де Г, Р і В — кількість граней, ребер і вершин відповідно. Зокрема, для будь-якого многогранника справедлива формула Ейлера:
{\displaystyle \Gamma -{\hbox{P}}+{\hbox{B}}=\chi (S^{2})=2.}

Наприклад, характеристика Ейлера для куба дорівнює 6 — 12 + 8 = 2, а для трикутної піраміди 4 — 6 + 4 = 2.

### Теорема Ґауса—Бонне
Для  компактного двовимірного орієнтованого  риманового многовиду {\displaystyle S} (поверхні без краю) справедлива Формула Ґауса-Бонне, що пов'язує ейлерову характеристику {\displaystyle \chi (S)} з кривиною Ґауса {\displaystyle K} многовиду:
{\displaystyle \int \limits _{S}K\;d\sigma =2\pi \chi (S),}
де {\displaystyle d\sigma } — елемент площі поверхні {\displaystyle S}.
- Існує узагальнення формули Ґауса—Бонне для двовимірного многовиду з краєм (межею).
- Існує узагальнення формули Ґауса — Бонне на парновимірні  ріманові многовиди, яке відоме як Теорема Ґауса — Бонне — Черна або Узагальнена формула Ґауса—Бонне.
- Існує також дискретний аналог теореми Ґауса — Бонне, який говорить, що характеристика Ейлера дорівнює сумі дефектів поліедра, поділеній на {\displaystyle 2\pi }.[1]
- Існують комбінаторні аналоги формули Ґаусса — Бонне.

## Орієнтовані й неорієнтовані поверхні
- Ейлерова характеристика для орієнтованої сфери з ручками (тора, подвійного тора, ...) подається формулою: {\displaystyle \chi (X)=2-2g}, де g — число ручок, для неорієнтованої поверхні формула виглядає, як {\displaystyle \chi (X)=2-g}.

## Величина характеристики Ейлера
| Назва                  | Вид | Ейлерова характеристика |
| ---------------------- | --- | ----------------------- |
| Відрізок               |     | 1                       |
| Коло                   |     | 0                       |
| Круг                   |     | 1                       |
| Сфера                  |     | 2                       |
| Тор (добуток двох кіл) |     | 0                       |
| Подвійний тор          |     | −2                      |
| Потрійний тор          |     | −4                      |
| Проективна поверхня    |     | 1                       |
| Стрічка Мебіуса        |     | 0                       |
| Пляшка Кляйна          |     | 0                       |
| Дві сфери (незв'язані) |     | 2 + 2 = 4               |
| Три сфери              |     | 2 + 2 + 2 = 6           |

## Історія
У 1752 році  Ейлер  опублікував формулу, що пов'язує між собою кількість граней тривимірного багатогранника. В оригінальній роботі формула приводиться у вигляді
{\displaystyle ~S+H=A+2,}
де S — кількість вершин, Н — кількість граней, A — кількість ребер.
Раніше ця формула зустрічається в рукописах Рене Декарта, опублікованих Лейбніцем у 1760 році .
У 1899 році Анрі Пуанкаре  узагальнив цю формулу на випадок N-вимірного многотогранника:
{\displaystyle \sum _{i=0}^{N-1}{(-1)}^{i}A_{i}=1+{(-1)}^{N-1},}
де {\displaystyle A_{i}} — кількість i-вимірних граней N-вимірного многогранника.
{\displaystyle \sum _{i=0}^{N}{(-1)}^{i}A_{i}=1.}